# Thelionema
Thelionema R.J.F.Hend. – rodzaj roślin należący do rodziny złotogłowowatych (Asphodelaceae), obejmujący trzy gatunki, występujące w południowo-wschodniej i wschodniej Australii.
Nazwa rodzaju pochodzi od greckich słów θηλή (thili – sutek) i νήμα (nema – nić) w odniesieniu do brodawek pokrywających nitki pręcików.

## Morfologia
Wieloletnie, kłączowe rośliny zielne, tworzące kępy. Pędy naziemne ulistnione. Liście równowąskie, pochwy liściowe zamknięte przy wierzchołku. Kwiaty promieniste, wzniesione, szypułkowe, zebrane w szczytowy, wierzchotkowy kwiatostan. Okwiat sześciolistkowy, niebieski lub biały. Listki okwiatu wolne, rozłożyste lub zakrzywione. Sześć pręcików krótszych od listków okwiatu, o wrzecionowatych, wgiętych nitkach, pokrytych brodawkowatymi wyrostkami niemal na całej długości. Pylniki smukłe, zwężające się ku górze, pękające przez podłużne szczeliny. Zalążnia górna, trójwrębna dystalnie. Szyjka słupka nitkowata, zakończona malutkim, brodawkowatym znamieniem. Owocami są brunatne lub czarne torebki zawierające podługowate, brązowe do czarnych, błyszczące nasiona.

## Systematyka
Rodzaj z podrodziny liliowcowych (Hemerocallidoideae) z rodziny złotogłowowatych (Asphodelaceae). 
Wykaz gatunków
- Thelionema caespitosum (R.Br.) R.J.F.Hend.
- Thelionema grande (C.T.White) R.J.F.Hend.
- Thelionema umbellatum (R.Br.) R.J.F.Hend.